# 谢尔盖·奇若夫
谢尔盖·维克托罗维奇·奇若夫（romanized: Sergey Viktorovich Chizhov；1964年3月16日—）是俄罗斯政治人物，第四、五、六、七和八届国家杜马代表。
奇若夫于1997年开始了他的政治生涯，当时他首次参加了沃罗涅日市议会的地方选举。2001年至2003年担任沃罗涅日州杜马代表。2003年至2015年，奇若夫是欧洲安全与合作组织议会大会的重要成员。自2003年以来，他担任俄罗斯联邦国家杜马代表。

## 制裁
奇若夫于2022年因俄乌战争而受到英国政府制裁。

## 荣誉
- 祖国功勋奖章